# Mira van Daelen
Mira van Daelen (* 3. September 1976) ist eine ehemalige deutsche Ruderin.

## Sportliche Karriere
Beim Nations Cup, dem Vorgängerwettbewerb der U23-Weltmeisterschaften, belegten die Zwillingsschwestern Mira und Sonja van Daelen 1997 den dritten Platz im Doppelzweier. Im Jahr darauf gewannen die beiden den Titel im Zweier ohne Steuerfrau.
1999 traten die beiden Schwestern in der Erwachsenenklasse an. Bei den Weltmeisterschaften 1999 in St. Catharines gewannen sie mit Marita Scholz und Sandra Goldbach die Silbermedaille im Vierer ohne Steuerfrau mit zwei Sekunden Rückstand auf die Weißrussinnen. Zwei Jahre später bei den Weltmeisterschaften 2001 in Luzern wurden die Zwillinge Sechste im Zweier ohne Steuerfrau.
Die beiden Schwestern ruderten für die Rudergruppe Geesthacht von 1912. 1999 wurden die beiden zusammen mit Scholz und Goldbach Deutsche Meister im Vierer.
Mira van Daelen studierte Ökotrophologie in Hamburg.